# Abdülkadir Ömür
Abdülkadir Ömür (* 25. Juni 1999 in Çarşıbaşı) ist ein türkischer Fußballspieler.

## Karriere

### Verein
Ömür wurde im Rahmen eines Scout-Programms, bei dem die Nachwuchstrainer in den örtlichen Schulen Scout-Turniere veranstalteten, entdeckt und 2011 in die Jugendabteilung von Trabzonspor, dem Verein seiner Heimatprovinz Trabzon geholt. Hier konnte er sich besser entfalten und wurde bereits mit 13 Jahren für die türkischen Nationalmannschaften entdeckt. Über die Partien, die er für die türkischen Jugendnationalmannschaften absolvierte, gab es auch ein internationales Interesse an seinem außergewöhnliches Talent. So wurde er noch während seiner Jugendphase mit internationalen Topklubs, wie dem FC Bayern München oder Manchester United, in Verbindung gebracht und in diesem Zusammenhang Vergleiche wie „Der Neue Messi“ etc. gezogen.
Ömür wurde in der Winterpause 2015/16 vom damaligen Interimstrainer, selbst ein Eigengewächs Trabzonspors, Hami Mandıralı in den Mannschaftskader der Profimannschaft aufgenommen und gab am 12. Januar 2016 in der Pokalpartie gegen Adanaspor sein Profidebüt. Nachfolgend spielte er die nächste Zeit weiterhin überwiegend für die Nachwuchsmannschaften und fand nur in Pokalspielen der Profis Spieleinsätze. Am 17. Dezember 2017 gab er auch schließlich auch in der Liga bei einer Partie gegen Istanbul Başakşehir sein Erstligadebüt. Erst mit der Saison 2017/18 wurde er ein fester Bestandteil der Profimannschaft und erkämpfte sich im Laufe der Hinrunde einen Stammplatz.
Am 1. Februar 2024 wechselte Ömür zu Hull City und unterschrieb einen Vertrag über dreieinhalb Jahre. Sein Debüt gab er am 10. Februar 2024 als Einwechselspieler gegen Swansea City.

### Nationalmannschaft
Ömür begann seine Nationalmannschaftskarriere 2012 als Dreizehnjähriger mit einem Einsatz für die türkische U-14-Nationalmannschaft. Anschließend durchlief er bis zur U-21-Nationalmannschaft nahezu alle Jugendnationalmannschaften seines Landes.
Mit der türkischen U-16-Auswahl nahm er 2015 als Gastgeber am Ägäis-Pokal teil und wurde Turniersieger. Bei der Fußball-Europameisterschaft 2021 stand er im türkischen Kader.

## Erfolge
Trabzonspor
- Türkischer Meister: 2021/22

U-16-Nationalmannschaft
- Sieger im Ägäis-Pokal: 2015